# Friedrich Dalberg
Friedrich Dalberg (auch Frederick oder Fred Dalberg, eigentlich Frederick Dalrymple; * 7. Januar 1907 in Newcastle-upon-Tyne, England; † 9. Mai 1988 in Kapstadt) war ein südafrikanischer Opernsänger (Bass). Als Ensemblemitglied der Oper Leipzig, der Bayerischen Staatsoper, des Royal Opera House (Covent Garden) und des Nationaltheaters Mannheim zeichnete er sich in Rollen der deutschen Romantik aus, insbesondere in Wagner-Opern. Er wirkte aber auch an Uraufführungen zeitgenössischer Kompositionen mit.

## Leben und Karriere
Frederick Dalrymple wurde im englischen Newcastle-upon-Tyne geboren. Seine Familie emigrierte 1920 nach Südafrika. Dort sang er im Chor der Kathedrale von Pretoria, sowohl als Knabe als auch nach dem Stimmbruch als Mann.
Er studierte in Südafrika und am Konservatorium Dresden Gesang. Unter dem eingedeutschten Namen Friedrich Dalberg debütierte er 1931 an der Oper Leipzig als Monterone in Rigoletto. Während seines Engagements in Leipzig bis 1944 war er als Sarastro in der Zauberflöte, als Osmin in der Entführung aus dem Serail, als Philipp in Verdis Don Carlos, als Heinrich der Vogler in Lohengrin und in mehreren weiteren Wagner-Rollen zu sehen. Unter der Intendanz von Hans Schüler und der musikalischen Leitung von Paul Schmitz wirkte er an den Uraufführungen von Hans Stiebers Der Eulenspiegel (1936), Winfried Zilligs Die Windsbraut (1941) und Felix Petyreks Der Garten des Paradieses (1942) mit. Gastspiele führten ihn an die Staatsopern in Berlin, München, Dresden und Wien.
Bei den Bayreuther Festspielen (1942–44 und 1951) sang Dalberg den Fafner im Rheingold, den Hagen in der Götterdämmerung und den Pogner in den Meistersingern von Nürnberg. In der Nachkriegszeit war er 1947 bis 1951 als erster Bassist an der Bayerischen Staatsoper in München engagiert. Ohne die Intendanz der Münchner Oper zu informieren, reiste er 1949 zu einem Gastspiel nach Südafrika.
Dalberg wurde 1951 Ensemblemitglied des Royal Opera House im Londoner Covent Garden. Dort wirkte er in zwei Opern-Uraufführungen von Benjamin Britten mit: als John Claggart in Billy Budd (1951) und als Sir Walter Raleigh in Gloriana (1953). 1952 trat er beim Glyndebourne Festival auf. Dalberg war in der britischen Erstaufführung von Alban Bergs Wozzeck (1952; als Doktor) zu sehen, wie auch in den Uraufführungen von William Waltons Troilus and Cressida (1954; als Calkas) und Michael Tippetts The Midsummer Marriage (1955). Zusätzlich gehörten zu seinem Repertoire die Rollen des Königs Marke in Tristan und Isolde, Hunding in Die Walküre, Kaspar in Der Freischütz, Don Pizarro in Fidelio, Ochs von Lerchenau im Rosenkavalier, Kecal in Smetanas Verkaufter Braut, Sparafucile in Rigoletto und Bartolo in Figaros Hochzeit.
1957 kehrte er nach Deutschland zurück, wo er – wiederum unter dem Intendanten Hans Schüler – ein Engagement am Nationaltheater Mannheim annahm. Bis zu seinem Rückzug von der Bühne 1970 hatte er dort die Position des ersten seriösen Bass. In Mannheim trat er u. a. als Daland im Fliegenden Holländer, als Gurnemanz in Parsifal, als Fasolt im Rheingold, als Dikój in Janáčeks Káťa Kabanová sowie in der Titelrolle von Mussorgskis Boris Godunow auf. In der Uraufführung von Paul Hindemiths Das lange Weihnachtsmahl gab er 1961 den Cousin Brandon. Seinen Abschied von der Bühne nahm er in der Rolle des Fürsten Gremin in Eugen Onegin. Er wurde mit dem Titel Kammersänger und der Ehrenmitgliedschaft des Nationaltheaters ausgezeichnet. Als Lehrbeauftragter für Gesang unterrichtete Dalberg, zunächst an der Musikhochschule Mannheim und dann, nach seiner Rückkehr nach Südafrika, in Kapstadt sowie an der Universität Stellenbosch.
Dalberg war mit der deutschen Sopranistin Ellen Winter verheiratet. Die gemeinsame Tochter Evelyn Dalberg (* 1939 in Leipzig) war ebenfalls Opernsängerin (Mezzosopran). Sie sang am Stadttheater Koblenz sowie den Opernhäusern Johannesburg und Kapstadt.

## Diskographie
- Götterdämmerung. Chor und Orchester der Bayreuther Festspiele, Karl Elmendorff. 4 CDs, Music & Arts 2000 [1942] (als Hagen).
- Don Carlos: „Sie hat mich nie geliebt“. Gewandhausorchester Leipzig, Paul Schmitz. Odeon, 1944 [1943].
- Don Carlos: Duett Philipp und Posa. Mit Theodor Horand, Gewandhausorchester Leipzig, Paul Schmitz. Odeon, 1944 [1943].
- Die Meistersinger von Nürnberg. Chor und Orchester der Bayreuther Festspiele, Hermann Abendroth. 4 CDs, Preiser Records 1993 [1943] (als Pogner).
- Tristan und Isolde: „Soll ich lauschen? – Laß mich sterben!“ Mit Margarete Bäumer, August Seider, Gewandhausorchester Leipzig, Paul Schmitz. Odeon, 1947 [1943] (als König Marke).
- Die Walküre. 1. Aufzug. Bayerisches Staatsorchester, Georg Solti. 2 LPs, Orfeo, 1947 (als Hunding).
- Die Meistersinger von Nürnberg. Chor und Orchester der Bayreuther Festspiele, Herbert von Karajan. 5 LPs, Columbia Records, 1951 (als Pogner).
- Das Rheingold. Chor und Orchester der Bayreuther Festspiele, Herbert von Karajan. 3 LPs bzw. 2 CDs, Melodram 1982 [1951] (als Fafner).
- Siegfried. Chor und Orchester der Bayreuther Festspiele, Herbert von Karajan. 4 LPs, Foyer, 1979 [1951] bzw. 3 CDs, Walhall Eternity Series 2005 (als Fafner).
- Billy Budd. Orchestra and Chorus of the Royal Opera House, Benjamin Britten. 3 CDs, VAI, 1993 [1951] (als John Claggart).
- Wozzeck. Chorus and Orchestra of the Royal Opera House, Erich Kleiber. 2 CDs, Omega Opera Archive [1953] (als Doktor)
- Wilhelm Petersen – Lieder. Mit Jula Kaufmann und Richard Laugs. LP, Da Camera Magna, 1968.